# Acanthosyris asipapote
Acanthosyris asipapote är en sandelträdsväxtart som beskrevs av Michael Nee. Acanthosyris asipapote ingår i släktet Acanthosyris och familjen sandelträdsväxter. Inga underarter finns listade i Catalogue of Life.